# Branešci (Chorwacja)
Branešci – wieś w Chorwacji, w żupanii pożedzko-slawońskiej, w mieście Pakrac. W 2011 roku liczyła 48 mieszkańców.